# Фаткуллин, Марс Нургалиевич
Марс Нургали́евич Фатку́ллин (14 марта 1939, Старое Шаймурзино, Татарская АССР — 15 апреля 2003) — советский космонавт. Опыта полётов в космос не имеет.

## Биография
Окончил среднюю школу. В 1961 году выучился на физика в Казанском государственном университете; в 1965 году окончил аспирантуру ИЗМИРАН, защитил диссертацию и получил степень кандидата физико-математических наук. 17 ноября 1978 года получил степень доктора физико-математических наук.
С 1961 года — инженер, с 1968 — старший научный сотрудник, затем профессор, заведующий лабораторией физики неоднородности атмосферы ИЗМИРАН в Троицке.
Осенью 1966 года прошёл медицинское обследование в ЦНИАГ в качестве кандидата для отбора в группу космонавтов-учёных, 31 октября 1966 года получил допуск Главной медицинской комиссии к спецтренировкам. 22 мая 1967 года был зачислен в группу кандидатов в космонавты АН СССР.
С июня 1967 по июнь 1968 года прошёл ОКП в ЦПК, но был переведён в резерв из-за отсутствия научной программы полёта. В августе 1968 года вернулся в ИЗМИРАН. В конце 1970 года уволился из группы по собственному желанию.
Умер 15 апреля 2003 года от инсульта. Похоронен на Троекуровском кладбище Москвы.
Был женат, имел двух дочерей.